# Gerhard Maurer
Gerhard Maurer (ur. 9 grudnia 1907 w Halle, zm. 2 kwietnia 1953 w Krakowie) – zbrodniarz hitlerowski, szef urzędu D II w ramach Głównego Urzędu Gospodarczo-Administracyjnego SS (WVHA) oraz SS-Standartenführer.
Pochodził z Saksonii, a zawodu był kupcem. Członek NSDAP od grudnia 1931 (nr 387103) i SS od sierpnia 1932 (nr 12129). W 1934 Maurer został skierowany do Monachium do pracy w administracji SS. Od początku zajmował się on zagadnieniami pracy przymusowej więźniów hitlerowskich obozów koncentracyjnych. Po włączeniu Inspektoratu Obozów Koncentracyjnych do WVHA Maurer został szefem Urzędu D II (Amstgruppe D II), który zajmował się sprawami niewolniczej pracy więźniów obozów. Po mianowaniu Arthura Liebehenschela komendantem Auschwitz-Birkenau rola Maurera wzrosła, gdyż został on zastępcą Richarda Glücksa, szefa Urzędu D, zajmującego się w ramach WVHA całokształtem spraw obozów koncentracyjnych. Był współodpowiedzialny za zbrodnie popełniane na więźniach obozów.
W marcu 1947 został aresztowany przez aliantów i przekazany władzom polskim. Po długim śledztwie, Maurer stanął w 1951 przed Sądem Wojewódzkim w Krakowie. 6 grudnia 1951 skazany on został na karę śmierci. Wyrok wykonano przez powieszenie w krakowskim więzieniu na początku kwietnia 1953.